# (73881) 1997 CD22
(73881) 1997 CD22 – planetoida z pasa głównego asteroid okrążająca Słońce w ciągu 3,61 lat w średniej odległości 2,35 j.a. Odkryta 13 lutego 1997 roku.